# 美以軍事關係

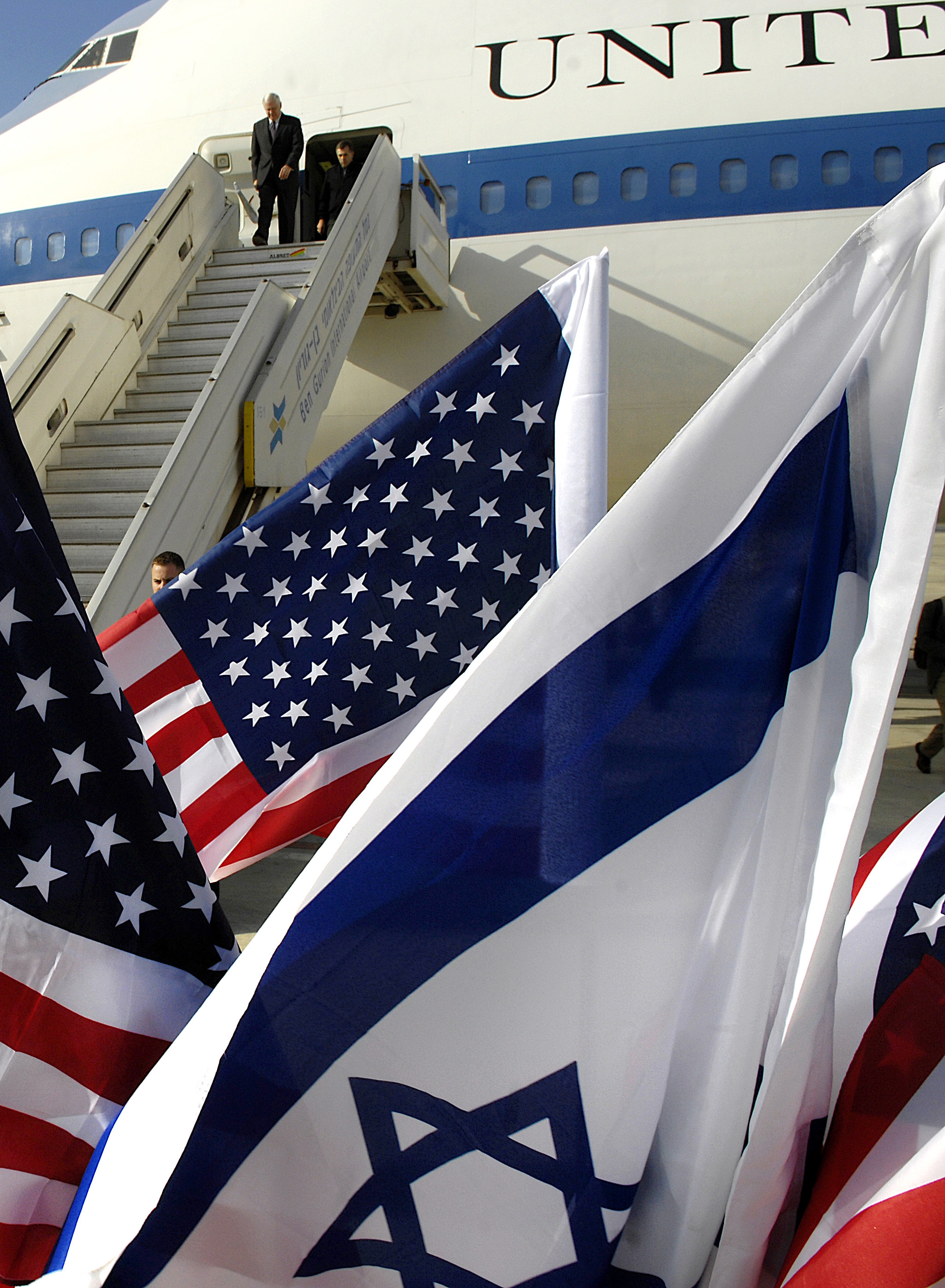
以色列和美国保持着密切的军事关系。2007年4月18日，美国国防部长罗伯特·盖茨抵达以色列首都特拉维夫。

以色列和美国之间的军事关系一直很密切，反映了双方在中东的共同安全利益。作为美国军事装备的主要购买者和使用者，以色列还参与了军事技术的联合开发，并定期参加美国和其他部队的联合军事演习。随着时间的推移，两国关系逐渐加深，但正如艾伦·道蒂所说，这“不是一个简单的线性增长合作过程，而是一系列带有倾向性的讨价还价，每个讨价还价都包含不同的战略和政治成分”。
美国总统奥巴马的前国防部长罗伯特·盖茨将美国和以色列的关系归类如下:“在我的公众生活中，我实在是想不到我们两国之间的国防关系还能怎样更紧密。美国和以色列在导弹防御技术、联合攻击战斗机以及Juniper Stallion等训练演习等领域都存在密切合作。我们的双边关系和这一对话至关重要，因为以色列处于自由世界面临的一些最大安全挑战的焦点:暴力极端主义、核技术扩散以及敌对和失败国家所造成的困境。我认为重要的是，特别是在这个地区发生如此巨大变化的时候，再次重申美国对以色列安全的不可动摇的承诺。”

## 概述

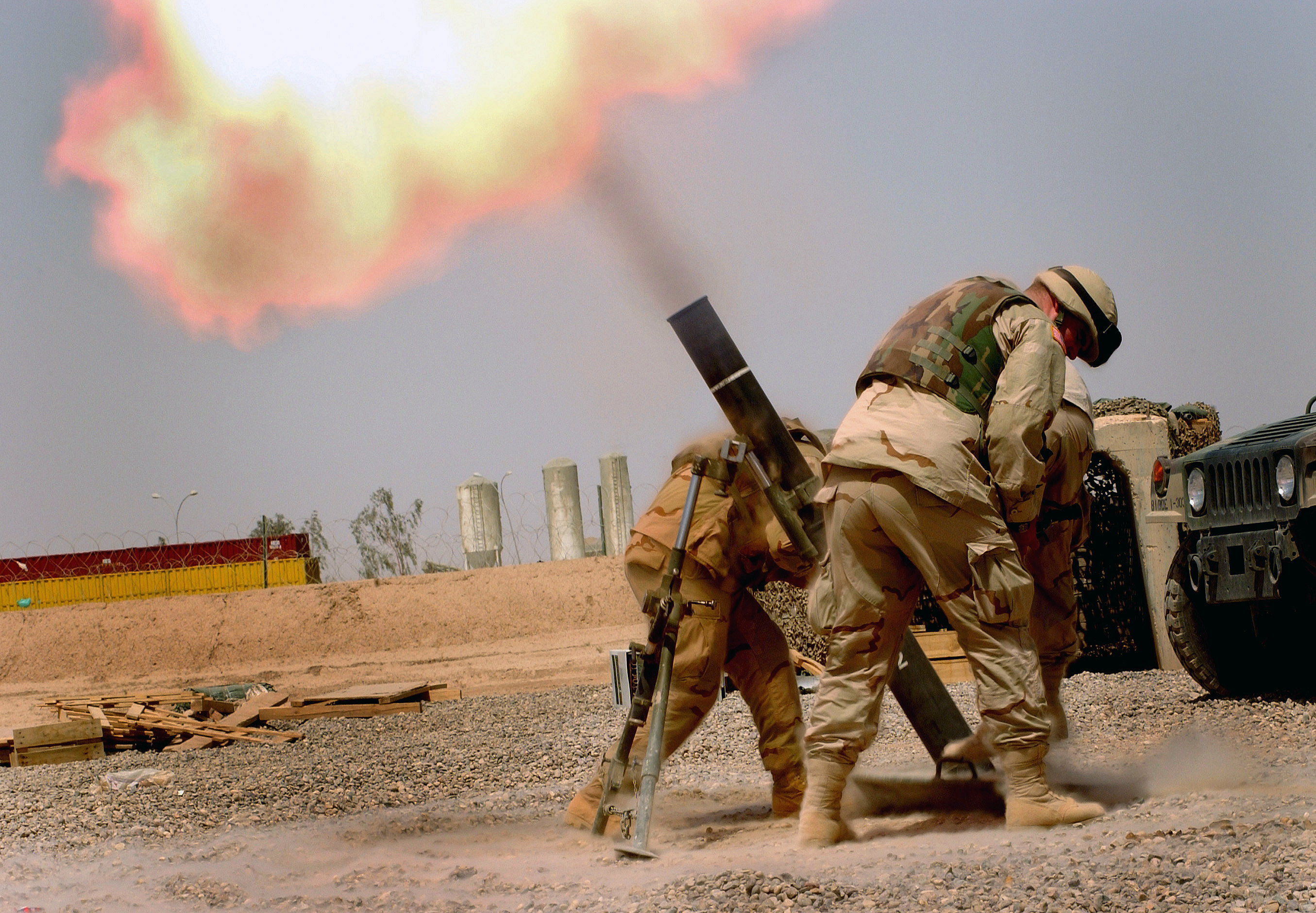
美国士兵在伊拉克发射以色列制造的M120迫击炮

第二次世界大战之后，“新战后时代”见证了美国对中东政治和经济事务的深入介入，与之形成鲜明对比的是战前时期的不干涉态度。杜鲁门时代，美国不得不面对并定义其在三个方面的政策，这三个方面构成了美国在该地区利益的根源:苏联的威胁、以色列的诞生和石油。”